# Blitz (film)
Blitz è un film del 2011 diretto da Elliott Lester, tratto dall'omonimo romanzo di Ken Bruen, interpretato da Jason Statham e Paddy Considine.

## Trama
Tre giovani cercano di rubare un'auto ma vengono fermati dal sergente Tom Brant, un poliziotto di una stazione di polizia della zona sud-est di Londra, e picchiati con una mazza da hurling.
Brant è avvicinato dall'agente di polizia Elizabeth Falls la quale gli chiede aiuto per superare l'esame di sergente, questi le suggerisce di far passare del tempo in quanto è appena uscita dalla comunità di recupero, infatti Elizabeth in precedenza aveva lavorato sotto copertura nell'antidroga, diventando tossicodipendente. Brant viene richiamato dal suo superiore per il suo comportamento. Durante un incontro con uno psicologo della polizia, vengono menzionati da Brant alcuni "incidenti", tra cui il pestaggio di una persona in una sala da biliardo.
Dopo l'omicidio di un agente di polizia donna, il sergente Porter Nash si trasferisce da Londra ovest e, promosso ispettore, prende il posto del collega Roberts che è da poco diventato vedovo. Un ragazzo, Metal, si rivolge a Elizabeth in cerca di aiuto perché pensa di aver ucciso una persona con la sua gang. Elizabeth chiama Brant e lui le fornisce il nome di un investigatore, Craig Stokes.
Il vero assassino, Barry Weiss, telefona al giornalista Harold Dunlop e rivela di essere il colpevole. Chiede a Dunlop di scegliere tra i numeri 7 e 8, il giornalista risponde 8 e Weiss afferma che quello è il numero di poliziotti che ucciderà. La prima volta Weiss colpisce camminando lungo una strada e spara al poliziotto Theo Nelson, in servizio a bordo della sua auto.
La stazione di polizia di Londra sud est è in allarme per le sparatorie. Brant incontra l'informatore Radnor che gli parla di Weiss, raccontandogli che questi si vantava di aver dato fuoco a un cane della polizia. Brant fa visita a Nash e gli rivela dei suoi ricorrenti "blackout". Nash dice che Brant potrebbe soffrire della sindrome da burnout a causa del lavoro, in più gli racconta di aver aggredito in passato un pedofilo nella sua casa perché non c'erano sufficienti prove per incriminarlo. Brant parla dell'indizio che ha avuto dal suo informatore e insieme i due decidono di far visita a Weiss. Giunti all'appartamento di Weiss, Brant riconosce l'uomo come il tizio che aveva picchiato selvaggiamente nella sala da biliardo.
Weiss, spaventato, fugge.
Radnor tiene d'occhio Weiss e, quando questo fugge, cerca nella sua spazzatura in cerca di informazioni utili, trovando una ricevuta di parcheggio. Weiss raggiunge Roberts nella sua abitazione e, dopo aver lottato, lo uccide. Avendo lasciato troppe tracce, ruba una divisa della polizia, la borsa di Roberts e da fuoco all'appartamento. Subito dopo telefona a Dunlop e gli comunica dell'omicidio, da questo momento in poi si fa chiamare Blitz.
Radnor si reca al parcheggio e trova l'auto di Weiss (collocata su cavalletti e senza ruote), l'apre e trova trofei dei suoi omicidi. Chiama Dunlop e chiede 50.000 £ in cambio di informazioni sull'identità dell'assassino. Elizabeth incontra l'investigatore Craig e gli chiede di aiutare il ragazzo, in cambio Craig chiede di bere un drink insieme.
Dunlop incontra Radnor e insieme vanno a vedere l'auto. Weiss li nota e subito dopo fa sparire le prove dall'auto. Segue i due in un bar dove, nel bagno, uccide l'informatore prima che possa rivelare la sua identità al giornalista. Dunlop parla con Brant e Nash del suo incontro con Radnor e dove si trova l'auto. Quando i due poliziotti arrivano sul posto, non trovano le prove nell'auto e le telecamere di sicurezza del parcheggio non sono funzionanti.
Elizabeth e Craig escono insieme e Weiss li vede dall'altra parte della strada. Alla stazione di polizia Brant trova il legame tra i poliziotti morti e Weiss, questo uccide tutti i poliziotti che in passato lo hanno arrestato ed Elizabeth è la prossima. Craig accompagna Elizabeth a casa e dice che la chiamerà domani, lei pensa di essere stata respinta e infuriata scende dall'auto.
Weiss attacca Elizabeth ma il ragazzo, Metal, che prima aveva chiesto il suo aiuto, interviene per difenderla e viene ucciso. Brant e Nash ritornano all'appartamento di Weiss e, non trovando niente, decidono di diffondere attraverso i mass media una sua foto segnaletica. Un tassista identifica il ricercato e porta gli agenti sul posto. Weiss cerca di scappare ma è raggiunto e circondato vicino alla stazione di London Paddington. Elizabeth, traumatizzata dall'evento della sera prima, ricade nel tunnel della droga.
Alla centrale di polizia Brant, Nash e l'ispettore capo discutono di Weiss che potrebbe essere liberato per mancanza di prove. Durante l'interrogatorio Brant cerca di provocare Weiss, ma senza risultati. Intanto Craig viene a sapere che Elizabeth ruba droga dagli spacciatori, quindi chiama Brant. Raggiungono la sua casa e la trovano intossicata, quindi l'aiutano a riprendersi.
Weiss è rilasciato in libertà vigilata, ritorna al suo appartamento e indossa la divisa della polizia che aveva rubato, elude la sicurezza e guida fino al funerale di Roberts. Lì trova anche Brant che, ricevuto un sms, va via. Weiss lo segue allo stesso parcheggio dove era la sua auto. Dopo averlo seguito per le scale, sul tetto Weiss punta la pistola contro Brant e dice di voltarsi, ma in realtà è Nash. Brant, che si era precedentemente nascosto, attacca di sorpresa il serial killer con un piede di porco. Nash prende la pistola di Weiss, la stessa arma usata in altri omicidi, e la dà a Brant. Weiss capisce l'intenzione di Brant ma lo avverte di come i media avrebbero trattato la questione, consentendogli di guadagnare milioni in interviste contro la polizia. Brant, ignorando le sue parole, afferma di non avere prove contro Weiss e che l'assassino, che la polizia non è riuscito a arrestare, uccideva agenti in uniforme, come quella che Weiss indossa, e lo uccide con un colpo di pistola in testa. Brant e Nash lasciano il tetto dell'edificio affermando che il caso potrebbe rimanere irrisolto.
Il film si conclude con Brant che per prendersi una rivincita incita due cani pitbull contro il giornalista Dunlop.

## Produzione
La sceneggiatura del film è stata scritta da Nathan Parker. Il film è stato girato a Londra nell'agosto 2010. Blitz è stato il primo film prodotto dalla Lionsgate UK.

## Tagline
- "It's cop-killer versus killer-cop."[3]

## Distribuzione
Il film è stato distribuito il 6 maggio 2011 in Turchia, l'8 maggio in Iran, il 12 maggio in Kuwait, il 18 maggio in Estonia, il 20 maggio di Regno Unito e Irlanda, il 9 giugno in Bahrein, il 22 giugno in Belgio, Indonesia e Francia, in Spagna, Kazakistan, Ucraina (come Без компромiсiв) e Russia (come Без компромиссов) il 23 giugno, il 24 giugno in Armenia e Norvegia, il 7 luglio nei Paesi Bassi, il 20 luglio nelle Filippine, il 22 luglio in Lituania, l'11 agosto in Portogallo come Blitz - Sem Remorsos, il 12 agosto in Messico, il 18 agosto in Grecia, il 26 agosto in Brasile, il 15 settembre a Singapore, il 15 ottobre in Giappone, il 7 dicembre in Corea del Sud, il 12 gennaio 2012 in Perù come Persecución mortal, il 13 gennaio in India, il 16 marzo in Cina.

## Accoglienza
Il film ha ricevuto recensioni contrastanti da parte della critica. Su Rotten Tomatoes, v'è un 48% di approvazione dei rating dalla critica e un indice di gradimento del 36% da parte del pubblico. La pellicola ha incassato in tutto $15.8 milioni di dollari.